# Lijst van Finse gemeenten
Dit is een lijst van Finse gemeenten (2022).
Gemeenten gemarkeerd met een * behoren tot de autonome regio Åland.
- Äänekoski
- Ähtäri (Etseri)
- Akaa (Ackas)
- Alajärvi
- Alavieska
- Alavus (Alavo)
- Asikkala
- Askola
- Aura
- Brändö*
- Eckerö*
- Enonkoski
- Enontekiö (Enontekis)
- Espoo (Esbo)
- Eura
- Eurajoki (Euraåminne)
- Evijärvi
- Finström*
- Föglö*
- Forssa (Forsa)
- Geta*
- Haapajärvi
- Haapavesi
- Hailuoto (Karlö)
- Halsua
- Hämeenkyrö (Tavastkyro)
- Hämeenlinna (Tavastehus)
- Hamina (Fredrikshamn)
- Hammarland*
- Hankasalmi
- Hanko (Hangö)
- Harjavalta
- Hartola
- Hattula
- Hausjärvi
- Heinävesi
- Heinola
- Helsinki (Helsingfors)
- Hirvensalmi
- Hollola
- Huittinen
- Humppila
- Hyrynsalmi
- Hyvinkää (Hyvinge)
- Ii
- Iisalmi (Idensalmi)
- Iitti
- Ikaalinen (Ikalis)
- Ilmajoki
- Ilomantsi (Ilomants)
- Imatra
- Inari (Enare)
- Ingå (Inkoo)
- Isojoki (Storå)
- Isokyrö (Storkyro)
- Jakobstad (Pietarsaari)
- Jämijärvi
- Jämsä
- Janakkala
- Järvenpää (Träskända)
- Joensuu
- Jokioinen (Jockis)
- Jomala*
- Joroinen (Jorois)
- Joutsa
- Juuka
- Juupajoki
- Juva
- Jyväskylä (Jyväskylä lk)
- Kaarina (St. Karins)
- Kaavi
- Kajaani (Kajana)
- Kalajoki
- Kangasala
- Kangasniemi
- Kankaanpää
- Kannonkoski
- Kannus
- Karijoki (Botöm)
- Karkkila (Högfors)
- Kärkölä
- Kärsämäki
- Karstula
- Karvia
- Kaskinen (Kaskö)
- Kauhajoki
- Kauhava
- Kauniainen (Grankulla)
- Kaustinen (Kaustby)
- Keitele
- Kemi
- Kemijärvi
- Keminmaa
- Kempele
- Kerava (Kervo)
- Keuruu
- Kihniö
- Kimitoön (Kemiönsaari)
- Kinnula
- Kirkkonummi (Kyrkslätt)
- Kitee
- Kittilä
- Kiuruvesi
- Kivijärvi
- Kökar*
- Kokemäki (Kumo)
- Kokkola (Karleby)
- Kolari
- Konnevesi
- Kontiolahti
- Korsholm (Mustasaari)
- Korsnäs
- Koski Tl
- Kotka
- Kouvola
- Kristinestad (Kristiinankaupunki)
- Kronoby (Kruunupyy)
- Kuhmo
- Kuhmoinen
- Kumlinge*
- Kuopio
- Kuortane
- Kurikka
- Kustavi (Gustavs)
- Kuusamo
- Kyyjärvi
- Lahti (Lahtis)
- Laihia (Laihela)
- Laitila
- Lapinjärvi (Lappträsk)
- Lapinlahti
- Lappajärvi
- Lappeenranta (Villmansstrand)
- Lapua (Lappo)
- Larsmo (Luoto)
- Laukaa
- Lemi
- Lemland*
- Lempäälä
- Leppävirta
- Lestijärvi
- Lieksa
- Lieto (Lundo)
- Liminka (Limingo)
- Liperi
- Lohja (Lojo)
- Loimaa
- Loppi
- Loviisa (Lovisa)
- Luhanka
- Lumijoki
- Lumparland*
- Luumäki
- Malax (Maalahti)
- Mäntsälä
- Mänttä-Vilppula
- Mäntyharju
- Mariehamn (Maarianhamina)*
- Marttila
- Masku
- Merijärvi
- Merikarvia (Sastmola)
- Miehikkälä
- Mikkeli (St. Michel)
- Muhos
- Multia
- Muonio
- Muurame
- Mynämäki
- Myrskylä (Mörskom)
- Naantali (Nådendal)
- Nakkila
- Närpes (Närpiö)
- Nivala
- Nokia
- Nousiainen (Nousis)
- Nurmes
- Nurmijärvi
- Nykarleby (Uusikaarlepyy)
- Orimattila
- Oripää
- Orivesi
- Oulainen
- Oulu (Uleåborg)
- Outokumpu
- Padasjoki
- Paimio (Pemar)
- Pälkäne
- Paltamo
- Pargas (Parainen)
- Parikkala
- Parkano
- Pedersöre (Pedersören kunta)
- Pelkosenniemi
- Pello
- Perho
- Pertunmaa
- Petäjävesi
- Pieksämäki
- Pielavesi
- Pihtipudas
- Pirkkala (Birkala)
- Polvijärvi
- Pomarkku (Påmark)
- Pori (Björneborg)
- Pornainen (Borgnäs)
- Porvoo (Borgå)
- Posio
- Pöytyä
- Pudasjärvi
- Pukkila
- Punkalaidun
- Puolanka
- Puumala
- Pyhäjärvi
- Pyhäjoki
- Pyhäntä
- Pyhäranta
- Pyhtää (Pyttis)
- Raahe (Brahestad)
- Rääkkylä
- Raisio (Reso)
- Rantasalmi
- Ranua
- Raseborg
- Rauma (Raumo)
- Rautalampi
- Rautavaara
- Rautjärvi
- Reisjärvi
- Riihimäki
- Ristijärvi
- Rovaniemi
- Ruokolahti
- Ruovesi
- Rusko
- Saarijärvi
- Säkylä
- Salla
- Salo
- Saltvik*
- Sastamala
- Sauvo (Sagu)
- Savitaipale
- Savonlinna (Nyslott)
- Savukoski
- Seinäjoki
- Sievi
- Siikainen
- Siikajoki
- Siikalatva
- Siilinjärvi
- Simo
- Sipoo (Sibbo)
- Siuntio (Sjundeå)
- Sodankylä
- Soini
- Somero
- Sonkajärvi
- Sotkamo
- Sottunga*
- Sulkava
- Sund*
- Suomussalmi
- Suonenjoki
- Sysmä
- Taipalsaari
- Taivalkoski
- Taivassalo (Tövsala)
- Tammela
- Tampere (Tammerfors)
- Tervo
- Tervola
- Teuva (Östermark)
- Tohmajärvi
- Toholampi
- Toivakka
- Tornio (Torneå)
- Turku (Åbo)
- Tuusniemi
- Tuusula (Tusby)
- Tyrnävä
- Ulvila (Ulvsby)
- Urjala
- Utajärvi
- Utsjoki (Ohcejohka)
- Uurainen
- Uusikaupunki (Nystad)
- Vaala
- Vaasa (Vasa)
- Valkeakoski
- Vantaa (Vanda)
- Vårdö*
- Varkaus
- Vehmaa
- Vesanto
- Vesilahti
- Veteli (Vetil)
- Vieremä
- Vihti (Vichtis)
- Viitasaari
- Vimpeli
- Virolahti
- Virrat (Virdois)
- Vörå (Vöyri)
- Ylitornio (Övertorneå)
- Ylivieska
- Ylöjärvi
- Ypäjä